# Accordo sul nucleare iraniano
Il Piano d'azione congiunto globale (acronimo PACG; in inglese Joint Comprehensive Plan of Action, acronimo JCPOA; in persiano برنامه جامع اقدام مشترک‎, acronimo in persiano برجام‎), comunemente noto come accordo sul nucleare iraniano, è un accordo internazionale sull'energia nucleare in Iran che è stato raggiunto a Vienna il 14 luglio 2015 tra l'Iran, il P5+1 (i cinque membri permanenti del Consiglio di sicurezza delle Nazioni Unite - Cina, Francia, Russia, Regno Unito, Stati Uniti - più la Germania) e l'Unione europea.
I negoziati sono iniziati con l'adozione del Piano d'azione congiunto, un accordo provvisorio firmato nel novembre 2013 tra l'Iran e i Paesi del P5+1. Nel corso dei venti mesi successivi, l'Iran e i Paesi del P5+1 hanno proseguito i negoziati, fino a raggiungere un accordo quadro sul nucleare iraniano nell'aprile 2015. Nel luglio 2015, l'Iran e il P5+1 hanno firmato l'accordo finale.
In base all'accordo, l'Iran ha accettato di eliminare le sue riserve di uranio a medio arricchimento, di tagliare del 98% le riserve di uranio a basso arricchimento e di ridurre di due terzi le sue centrifughe a gas per tredici anni. Per i successivi quindici anni l'Iran potrà arricchire l'uranio solo al 3,67%. L'Iran ha inoltre pattuito di non costruire alcun nuovo reattore nucleare ad acqua pesante per lo stesso periodo. Le attività di arricchimento dell'uranio saranno limitate a un singolo impianto utilizzando centrifughe di prima generazione per dieci anni. Altri impianti saranno convertiti per evitare il rischio di proliferazione nucleare. Per monitorare e verificare il rispetto dell'accordo da parte dell'Iran, l'Agenzia internazionale per l'energia atomica (AIEA) avrà regolare accesso a tutti gli impianti nucleari iraniani. L'accordo prevede che in cambio del rispetto dei suoi impegni, l'Iran otterrà la cessazione delle sanzioni economiche imposte dagli Stati Uniti, dall'Unione Europea e dal Consiglio di sicurezza delle Nazioni Unite (emanate con la risoluzione 1747) a causa del suo programma nucleare.
Le sanzioni vennero rimosse nel gennaio 2016, tuttavia, nonostante l'Iran fosse pienamente conforme all'accordo, come confermato dagli ispettori dall'AIEA, nel maggio 2018 gli Stati Uniti di Donald Trump si ritirarono unilateralmente dall'accordo e reimposero le sanzioni, incluse quelle secondarie, di conseguenza tali sanzioni sono applicate a tutti i Paesi e aziende del mondo che facevano affari con l'Iran e lo hanno escluso dal sistema finanziario internazionale, rendendo di fatto nulle le disposizioni economiche previste dall'accordo sul nucleare. In risposta, a partire dal luglio 2019 l'Iran ha gradualmente ripreso ad arricchire l'uranio ed espandere il suo programma nucleare.

## Uscita degli Stati Uniti dall'accordo sotto l'amministrazione Trump (2018 - 2020)
L'8 maggio 2018 gli Stati Uniti di Donald Trump sotto richiesta di Israele hanno annunciato unilateralmente l'uscita dall'accordo, rilanciando le sanzioni economiche contro il Paese mediorientale al fine di indurre "il brutale regime iraniano" a "cessare la propria attività destabilizzante" ovvero principalmente a ritirarsi dalla Siria, dove i pasdaran agiscono appoggiando il governo di Bashar al-Assad e costruendo basi missilistiche che sono ritenute un pericolo primario da Israele, oltre che cessare il supporto militare e logistico verso la milizia sciita libanese Hezbollah (ritenuta un'organizzazione terroristica da Israele e dagli stessi Stati Uniti) e all'opposizione yemenita nell'ambito della guerra civile dello Yemen. Il presidente Donald Trump con tale decisione non ottiene tuttavia l'appoggio di Francia, Regno Unito e Germania i quali avevano già preventivato e parzialmente avviato programmi di investimenti sul mercato iraniano.
Il 5 novembre 2018 gli Stati Uniti ripristinano le sanzioni economiche contro l'Iran che prendono di mira il petrolio, le banche iraniane, migliaia di individui (inclusi Ali Khamenei e l'allora ministro degli esteri Javad Zarif) e molto altro ancora. Inoltre per via delle sanzioni secondarie extraterritoriali degli Stati Uniti, qualunque banca, azienda o entità al mondo che continuerà a commerciare con l'Iran, sarà a sua volta sanzionata ed esclusa dal mercato statunitense. Secondo Donald Trump, queste sono "le sanzioni più dure mai imposte a un Paese".
Tale politica statunitense è stata fortemente criticata da tutti gli altri Paesi firmatari dell'accordo, in quanto l'Iran non aveva mai violato l'accordo sul nucleare (come era stato confermato dall'AIEA), e molti osservatori sostengono che l'uscita degli Stati Uniti dall'accordo avrà come unico risultato l'indebolimento politico dei moderati iraniani (che guidati dal presidente iraniano Hassan Rouhani, sono stati i principali sostenitori degli accordi), a favore degli ultraconservatori guidati da Ali Khamenei, principali sostenitori delle azioni extrafrontaliere dei pasdaran sotto il comando del generale Qasem Soleimani.
Nel febbraio 2019, nonostante gli Stati Uniti fossero usciti dall'accordo da molti mesi, l'AIEA ha affermato che l'Iran stava ancora rispettando pienamente l'accordo.
Il 7 luglio 2019, a seguito di un ultimatum iraniano all'Unione europea per cercare di far aggirare le sanzioni statunitensi, l'Iran annuncia che aumenterà il tasso di arricchimento dell'uranio dal 3,67% al 5%. L'Iran ha giustificato tale provvedimento come una risposta all'azzeramento del commercio con l'Iran da parte dei Paesi europei per via delle sanzioni secondarie statunitensi, affermando che si tratta solo del primo step.
il 5 gennaio 2020, a seguito dell'uccisione del generale iraniano Qasem Soleimani in un raid statunitense ordinato da Donald Trump e a seguito dell'inefficacia dell'ultimatum lanciato all'Unione Europea nel cercare di contrastare le sanzioni americane, l'Iran annuncia che riprenderà l'espansione del suo programma nucleare «senza restrizioni in base alle sue esigenze tecniche».
Il 15 agosto 2020, gli Stati Uniti propongono al consiglio di sicurezza dell'ONU una risoluzione per "estendere a tempo indeterminato" l'embargo sulle armi all'Iran, che in base all'accordo sul nucleare iraniano sarebbe dovuto terminare ad ottobre 2020. Tuttavia, tale risoluzione viene bocciata in quanto ottiene 2 voti contrari (da parte di Cina e Russia), 11 voti astenuti (da parte di Germania, Francia, Regno Unito, Belgio, Estonia, Sudafrica, Indonesia, Tunisia, Niger, Vietnam, Saint Vincent e Grenadine) e solamente 2 voti favorevoli (Stati Uniti e Repubblica Dominicana).
Il 20 settembre 2020, gli Stati Uniti hanno annunciato l'attivazione dello snapback, un meccanismo che ripristina in maniera automatica tutte le sanzioni ONU contro l'Iran che erano in vigore prima dell'accordo del 2015, minacciando allo stesso tempo sanzioni contro i Paesi che non le rispetteranno. Tale decisione provoca numerose polemiche all'interno dell'ONU. La Russia e l'Unione Europea sostengono infatti che gli Stati Uniti, avendo lasciato l'accordo sul nucleare nel 2018 e non essendo più quindi partecipanti alla risoluzione 2231 del consiglio di sicurezza dell'ONU (emanata a seguito dell'accordo sul nucleare iraniano), abbiano di conseguenza perso il potere di attivare lo snapback.
L'8 ottobre 2020, dopo che gli Stati Uniti non riuscirono ad imporre sanzioni ONU contro l'Iran, l'amministrazione di Trump afferma di aver sanzionato l'intero settore finanziario iraniano, escludendo l'Iran anche dal commercio di cibo e medicinali (gli unici due settori che erano stati risparmiati fino a quel punto dalle sanzioni statunitensi).
Il 27 novembre 2020 nei pressi di Teheran viene ucciso in un agguato Mohsen Fakhrizadeh-Mahabadi, il direttore del programma nucleare iraniano. Le autorità iraniane denunciano un coinvolgimento del Mossad e al contempo accusano la comunità internazionale ed in particolar modo l'Unione Europea di attuare doppi standard non condannando tale attentato come un'azione di "terrorismo di stato" da parte di Israele. Pochi giorni dopo, il parlamento iraniano ha approvato una legge che richiede che se entro il 23 febbraio 2021 le sanzioni statunitensi non saranno state rimosse, l'uranio sarà arricchito al 20% e gli ispettori dell'AIEA saranno espulsi dal Paese.
Il 4 gennaio 2021 l'AIEA ha confermato che l'Iran ha avviato il processo di arricchimento dell'uranio al 20%, come annunciato in precedenza da Teheran.

## Sviluppi sotto l'amministrazione Biden (2021 - 2024)
A seguito dell'insediamento di Joe Biden alla Casa Bianca, quest'ultimo ha affermato che se l'Iran ritornerà pienamente conforme al JCPOA, gli Stati Uniti si uniranno nuovamente a tale accordo. Teheran ha risposto sostenendo che l'espansione del programma nucleare che l'Iran ha effettuato negli ultimi due anni sono pienamente conformi al paragrafo 36 del JCPOA, il quale prevede che se un Paese avesse violato l'accordo e avesse imposto sanzioni contro l'Iran, allora quest'ultimo avrebbe avuto il diritto di ridurre i propri impegni inerenti all'accordo sul nucleare, sostenendo perciò che gli unici ad aver lasciato l'accordo siano stati gli USA e che quindi spetta a loro rimuovere le sanzioni e ritornare conformi al JCPOA. I diplomatici iraniani hanno affermato inoltre che una volta che gli USA avranno rimosso le sanzioni, l'Iran ritornerà ai livelli di arricchimento dell'uranio stabiliti dall'accordo.
Il 19 febbraio 2021 gli Stati Uniti hanno accettato la proposta dell'Unione Europea e si sono detti disponibili a fare nuovi colloqui con l'Iran sotto il formato P5+1. Sempre in tale occasione, gli Stati Uniti hanno deciso di attenuare le restrizioni sui movimenti dei diplomatici iraniani (in modo tale che possano recarsi all'ONU) ed hanno confermato che la controversa affermazione dell'amministrazione Trump secondo cui erano state riattivate tutte le sanzioni ONU contro l'Iran non ha alcuna validità legale.
In vista di un possibile ritorno degli Stati Uniti nell'accordo e a seguito delle pressioni da parte degli altri Paesi, il 21 febbraio 2021 l'Iran ha stipulato un accordo temporaneo di 3 mesi con l'AIEA che prevede che gli ispettori avranno ancora provvisoriamente accesso agli impianti nucleari del Paese, tuttavia non potranno più effettuare alcuna ispezione a sorpresa e né visualizzare il contenuto delle telecamere, a meno che non vengano revocate le sanzioni statunitensi.
Tuttavia, a seguito dell'attacco aereo del 25 febbraio 2021 in Siria su ordine di Joe Biden che ha provocato la morte di 22 miliziani filo-iraniani, l'Iran ha respinto la proposta di nuovi colloqui sotto il formato P5+1 ribadendo il fatto che fino a quando gli Stati Uniti non avranno prima revocato le sanzioni, non ci sarà nessun incontro con loro.
A partire dal 6 aprile 2021, l'Iran e gli Stati Uniti hanno iniziato a tenere colloqui indiretti a Vienna (senza nessun incontro tra le delegazioni dei due paesi) grazie agli intermediari europei con lo scopo di far rivivere l'accordo sul nucleare.
L'11 aprile 2021, in concomitanza con l'avanzamento dei colloqui indiretti tra Stati Uniti e Iran, l'impianto per l'arricchimento dell'uranio di Natanz subisce un attacco (non è chiaro se bomba o cyberattacco) da parte di Israele. Qualche giorno dopo tale attacco, l'Iran annuncia che aumenterà il tasso di arricchimento dell'uranio dal 20% al 60%.
Il 24 maggio 2021, l'intesa temporanea tra l'AIEA e l'Iran sulle "attività di sorveglianza e verifica" delle attività nucleari di Teheran è stata estesa di un ulteriore mese.
A causa dell'elezione del nuovo presidente iraniano Ebrahim Raisi, gli incontri sono stati sospesi da giugno 2021 fino a novembre 2021. Una delle questioni che più ha complicato i precedenti negoziati è il fatto che l'Iran abbia chiesto delle "garanzie credibili" che un futuro presidente degli Stati Uniti non uscirà più unilateralmente dall'accordo come ha fatto Donald Trump. Il segretario di Stato americano Antony Blinken ha detto ai giornalisti che spera che i nuovi colloqui abbiano successo, ma ha sottolineato che "la pista che ci resta da fare è sempre più corta". Il 24 ottobre 2021, l'ambasciatore russo presso l'AIEA a Vienna, Mikhail Ulyanov, ha definito "logica e giustificabile" la richiesta dell'Iran che gli Stati Uniti non si ritirino nuovamente dal JCPOA. Il presidente Joe Biden si era precedentemente rifiutato di fornire tali assicurazioni all'Iran. Una dichiarazione congiunta dei leader di Francia, Germania, Regno Unito e Stati Uniti il 30 ottobre ha accolto con favore "l'impegno chiaramente dimostrato del presidente Biden a riportare gli Stati Uniti alla piena conformità con il JCPOA e a rimanere in piena conformità, così a lungo come l'Iran fa lo stesso". I colloqui sono stati ripresi il 29 novembre 2021.
Il 18 settembre 2023 gli Stati Uniti e l'Iran hanno stipulato un accordo che prevede il rilascio di cinque cittadini statunitensi detenuti in Iran in cambio di cinque cittadini iraniani imprigionati negli Stati Uniti. Inoltre, sono stati scongelati 6 miliardi di dollari che erano bloccati nelle banche della Corea del Sud, fondi che appartenevano all'Iran e che erano una parte dei ricavi delle vendite del petrolio iraniano prima che Donald Trump stracciasse l'accordo sul nucleare nel 2018. Tuttavia, l'amministrazione Biden ha affermato che tali fondi scongelati verranno inviati in una banca del Qatar e non saranno direttamente accessibili dagli iraniani e potranno essere utilizzati da quest'ultimi solo ed esclusivamente per comprare cibo e medicine. Di fronte alla critiche da parte dei repubblicani per via di questo accordo, il presidente Joe Biden ha risposto che il rapporto con Teheran non cambierà e che rimarranno in vigore le sanzioni, e nello stesso giorno ha sanzionato l'ex presidente iraniano Mahmud Ahmadinejad e il ministero dell'intelligence iraniano, che a detta degli Stati Uniti sarebbero responsabili della scomparsa di Robert Levinson, un ex agente dell'FBI sparito in circostanze misteriose il 9 marzo 2007 mentre si trovava in una missione segreta in Iran per conto della CIA. Il 12 ottobre successivo, dopo il rilascio dei cinque cittadini statunitensi imprigionati, gli Stati Uniti hanno annunciato che a causa dell'attacco di Hamas contro Israele, hanno ricongelato nuovamente i 6 miliardi di dollari e che non saranno accessibili in alcun modo all'Iran. L'ex ministro degli esteri Javad Zarif ha affermato invece che non solo l'Iran non fosse a conoscenza del piano di attacco di Hamas, ma che addirittura erano stati programmati degli imminenti incontri con gli Stati Uniti per far tornare in vita l'accordo sul nucleare, e che l'operazione a sorpresa condotta da Hamas ha fatto naufragare i negoziati.

## Ritorno di Trump alla Casa Bianca (2025 - presente)
Nel febbraio 2025, a seguito del ritorno di Donald Trump alla Casa Bianca, gli Stati Uniti hanno imposto nuove sanzioni contro una rete internazionale accusata di aver venduto milioni di barili di petrolio iraniano alla Cina. Il mese successivo, Donald Trump ha fatto inviare una lettera all'Iran tramite gli Emirati Arabi Uniti, in cui veniva chiesto di negoziare un nuovo accordo sul nucleare entro 2 mesi, minacciando in caso contrario un'azione militare. Il ministro degli esteri iraniano Abbas Araghchi ha affermato che per il momento non ci sarà nessun negoziato diretto con gli Stati Uniti, e che la lettera inviata da Trump conteneva più minacce che benefici.
Tra aprile e maggio 2025, si sono svolti una serie di colloqui indiretti in Oman e in Italia tra l'Iran e gli Stati Uniti con lo scopo di stipulare un nuovo accordo, tramite la mediazione dei diplomatici omaniti. Tuttavia, la questione che più ha complicato i negoziati, è il fatto che gli Stati Uniti chiedevano lo smantellamento totale del programma nucleare iraniano e che non ci fosse stato alcun arricchimento dell'uranio, mentre l'Iran sosteneva che arricchire l'uranio a bassi livelli per scopi civili fosse stato un suo diritto previsto dal trattato di non proliferazione nucleare che ha firmato e che era disposto a negoziare solo l'uranio utilizzabile per scopi militari.
Il 13 giugno 2025, due giorni prima di un nuovo round di negoziati indiretti previsto in Oman con gli Stati Uniti, Israele — con il consenso americano — ha lanciato un vasto attacco a sorpresa contro l'Iran, dando inizio alla guerra Iran-Israele, che è durata 12 giorni. Da quel momento, i negoziati sono stati sospesi. Il mese successivo, l'Iran ha annunciato di aver sospeso la sua cooperazione con l'AIEA.
Il 15 luglio 2025, la Francia, la Germania e il Regno Unito hanno dichiarato che se entro il 29 agosto non verrà stipulato un nuovo accordo sul nucleare, verrà attivato il meccanismo dello snapback, che prevede il ripristino automatico di tutte le sanzioni ONU contro l'Iran che erano in vigore prima dell'accordo del 2015. Tale meccanismo, previsto dal JCPOA, può essere attivato solamente fino ad ottobre 2025, e in caso di attivazione neanche gli altri membri permanenti del consiglio di sicurezza dell'ONU quali Russia e Cina potranno utilizzare il loro veto per impedire il ritorno delle sanzioni ONU contro l'Iran. Il ministro iraniano Abbas Araghchi ha affermato che l'attivazione di tale meccanismo "potrebbe essere il punto più buio nella storia delle relazioni dell'Iran con i tre Paesi europei", incolpando loro di non aver mai rispettato l'accordo sul nucleare dal momento che avevano azzerato il commercio con l'Iran già dal 2018 e che la ripresa dell'arricchimento iraniano è stata solo la risposta successiva a tale violazione.